# Chapelle des Rosiers de Saint-Clémentin
La chapelle des Rosiers est une chapelle située dans le village de Saint-Clémentin, dans la commune de Voulmentin, en France.

## Localisation
La chapelle des Rosiers est située un peu à l'écart du village de Saint-Clémentin, dans le nord du département français des Deux-Sèvres.

## Histoire
La nef de l'église semble dater du XIIIe siècle. Le chœur est plus tardif, du XVIe siècle.
L'édifice et la fontaine extérieure sont classés au titre des monuments historiques en 1994.

## Architecture
L'église est composée d'un chœur voûté d'ogives à chevet plat et d'une nef voûtée en berceau brisé. Devant le mur de façade, un muret bas soutient un auvent. Une source jaillit derrière le chevet.
Une campagne de restaurations récente a permis de mettre au jour des peintures murales sur les murs de la nef. Sur le mur sud, des peintres de la fin du XIIIe siècle ont représenté la Cène. Sur le mur nord, une représentation du massacre des Innocents a été recouverte au XVe ou XVIe siècle par diverses scènes et personnages : saint Gatien de Tours, saint Jean Baptiste, une Fuite en Égypte, l'extase de saint Eustache ou de saint Hubert.